# Adriana Salvatierra
Pour les articles homonymes, voir Salvatierra.
Adriana Salvatierra Arriaza, née le 3 juin 1989 à Santa Cruz de la Sierra (Bolivie), est une femme politique bolivienne possédant également la nationalité chilienne,,. Membre du Mouvement vers le socialisme (MAS), elle est présidente de la Chambre des sénateurs entre janvier et novembre 2019.

## Biographie
Elle entre en politique en 2005, à l'âge de 16 ans, rejoignant le Mouvement vers le socialisme (MAS) dirigé par Evo Morales. En 2014, l'organisation de jeunesse du parti la désigne candidate pour briguer un siège au Sénat pour le travail qu'elle a réalisé sur le terrain auprès d'organisations sociales, civiles et paysannes. Elle est élue sénatrice à l'âge de 26 ans, représentant le département de Santa Cruz. En 2019, âgée de 29 ans, elle devient la plus jeune présidente du Sénat de l'histoire de la Bolivie.
Elle annonce sa démission le 10 novembre 2019 et demande l'asile à l'ambassade du Mexique à La Paz, peu de temps après que Morales ait démissionné de la présidence du pays, qui connaît alors une crise politique. La deuxième vice-présidente du Sénat, Jeanine Áñez, lui succède alors. Cependant, Adriana Salvatierra a plus tard affirmé que bien que sa démission ait été présentée, elle n'a pas alors été acceptée par le Sénat, ce qui par conséquent signifiait qu'elle était toujours la titulaire du poste.
Le Sénat accepte finalement sa démission le 14 novembre 2019 et élit Eva Copa pour lui succéder. Le 13 décembre 2020, le MAS annonce qu'elle sera la candidate de son parti pour les élections municipales à Santa Cruz de la Sierra, espérant que son précédent poste de sénatrice représentant la circonscription où se trouve la ville l'aiderait à l'emporter dans une région traditionnellement opposée au MAS.